# Вомего (Канзас)
Вомего (енгл. Wamego) град је у америчкој савезној држави Канзас.

## Демографија
По попису из 2010. године број становника је 4.372, што је 126 (3,0%) становника више него 2000. године.
| Група             | 2000.         | 2010.         |
| Белци             | 4.072 (95,9%) | 4.011 (91,7%) |
| Афроамериканци    | 31 (0,7%)     | 34 (0,8%)     |
| Азијати           | 5 (0,1%)      | 24 (0,5%)     |
| Хиспаноамериканци | 80 (1,9%)     | 172 (3,9%)    |
| Укупно            | 4.246         | 4.372         |